# Sauveterre-la-Lémance
Sauveterre-la-Lémance is een gemeente in het Franse departement Lot-et-Garonne (regio Nouvelle-Aquitaine) en telt 604 inwoners (2004). De plaats maakt deel uit van het arrondissement Villeneuve-sur-Lot.

## Geografie
De oppervlakte van Sauveterre-la-Lémance bedraagt 23,6 km², de bevolkingsdichtheid is 25,6 inwoners per km².

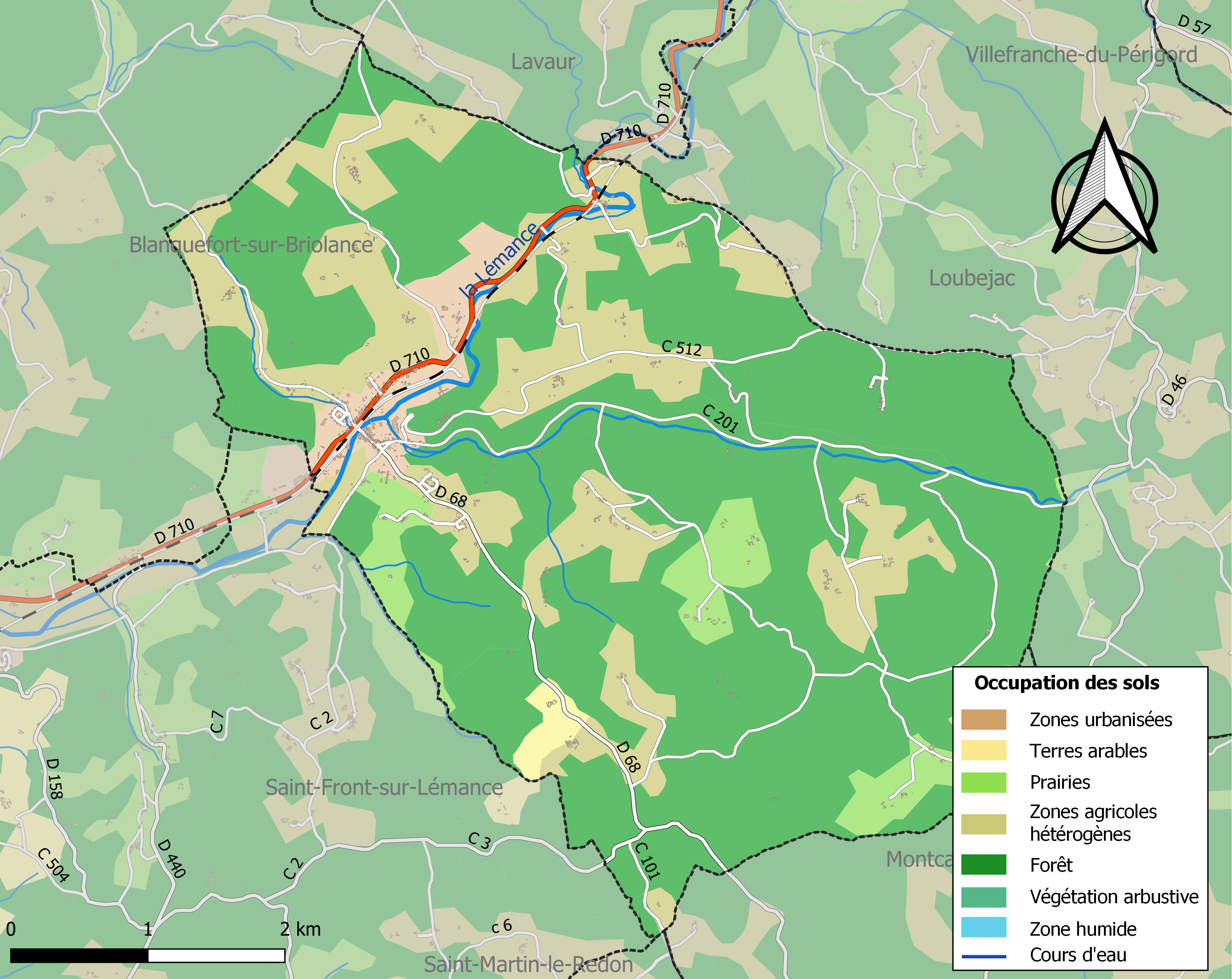
Kaart van de gemeente met de belangrijkste infrastructuur, bodemgebruik en omliggende gemeenten

## Verkeer en vervoer
In de gemeente ligt de spoorweghalte Sauveterre-la-Lémance.

## Bezienswaardig
- Château des Rois ducs

## Demografie
Onderstaande figuur toont het verloop van het inwonertal (bron: INSEE-tellingen).